# Beuvraignes
Beuvraignes là một xã ở tỉnh Somme, vùng Hauts-de-France, Pháp.

## Địa lý
Thị trấn này tọa lạc trên đường D133, khoảng 30 dặm Anh về phía đông nam của Amiens, xã Beuvraignes toạ là ở trung tâm của Hauts-de-France, cực đông nam của là đồng bằng màu mỡ Santerre. 

## Dân số
| 1962                                                         | 1968 | 1975 | 1982 | 1990 | 1999 |
| ------------------------------------------------------------ | ---- | ---- | ---- | ---- | ---- |
| 604                                                          | 660  | 623  | 603  | 610  | 694  |
| Số liệu điều tra dân số từ năm 1962, dân số không tính trùng |      |      |      |      |      |